# Philippe Jacques de Louterbourg
Philippe Jacques de Loutherbourg (1740 - 1812), fou un distingit artista francès que, amb la invenció del Eidophusikon, sintetitzaria tots els petits gèneres de l'espectacle existents durant la dècada de 1770 a Londres.
Loutherbourg va néixer a Estrasburg el 1740. Amb l'ambició de ser pintor, va viatjar a Paris, on va viure durant la dècada de 1750 i on va forjar-se una fama considerable. Després de viatjar per Alemanya, Suïssa i Itàlia, Philippe va arribar a Londres a finals de 1771, amb 31 anys, on va començar a treballar per l'actor i director de teatre David Garrick. Garrick li pagava 500 lliures la hora per dissenyar vestuari, decoració i nous mecanismes de posada en escena del Drury Lane Theatre. Les innovacions de Loutherbourg van ser molt significatives sobretot pel que fa a la il·luminació i la posada en escena del teatre. L'artista francès va estar constantment experimentant amb els efectes de la llum, el seu control i la seva distribució per l'escxenari, aplicant innovadors efectes de clarobscurs que substituïen la unitat de llum usada normalment. Va fer ús lliure, també, de transparències combinades amb reflectors i panells, creant efectes imaginatius que el fascinaven.
Loutherbourg era coneixedor de l'obra de Servandoni, que havia creat 60 produccions amb efectes espectaculars al Paris Opéra. Aquesta podria haver sigut la seva gran referència a l'hora de dissenyar el seu Eidophusikon. No tan probable, tot i que algunes fonts ho apunten, és la influència sobre Loutherbourg de l'artista francès François Dominique Séraphine, que a partir de 1770 va estar oferint un espectacle d'ombres a Versalles en què aquestes no eren dirigides per humans, sinó per mecanismes artificials.
L'espectacle més extravagant de Loutherbourg va ser el seu darrer, anomenat A Trip Round The World, que va entusiasmar la crítica del moment.